# Coppa Davis 2023 Zona Americana Gruppo III
La Zona Americana del Gruppo Mondiale III è il terzo livello della Coppa Davis 2023.

## Nazioni partecipanti
- Bahamas
- Bermuda
- Bolivia
- Costa Rica
- Rep. Dominicana

- Honduras
- Panama
- Paraguay
- Venezuela

## Risultati
Data: 19-24 giugno 2024
Luogo: Club Internacional de Tenis, Asunción, Paraguay
Superficie: Terra rossa
Le nazioni sono divise in due gironi da quattro (gruppo A) e cinque (gruppo B) squadre:
- Le due vincitrici dei gironi e la vincitrice del play-off tra le due squadre seconde classificate vengono automaticamente promosse ai play-off del Gruppo Mondiale II 2024.
- La squadra classificatasi al quinto posto del gruppo B e la squadra sconfitta nel play-off tra le due quarte classificate saranno retrocesse nella Gruppo IV Zona Americana 2024.

### Teste di serie
| Pot | Nazione         | Rank1 | tds |
| --- | --------------- | ----- | --- |
| 1   | Bolivia         |       | 1   |
| 1   | Rep. Dominicana |       | 2   |
| 2   | Venezuela       |       | 3   |
| 2   | Paraguay        |       | 4   |
| 3   | Bermuda         |       | 5   |
| 3   | Costa Rica      |       | 6   |
| 4   | Panama          |       | 7   |
| 4   | Bahamas         |       | 8   |
| 4   | Honduras        |       | 9   |

### Round Robin

#### Gruppo A
|   |           | BOL | VEN | BER | PAN | RR V-P | Match V-P | Set V-P | Classifica |
| 1 | Bolivia   |     | 3–0 | 3–0 | 3–0 | 3–0    | 9–0       | 16–2    | 1          |
| 3 | Venezuela | 0–3 |     | 2–1 | 3–0 | 2–1    | 5–4       | 12–6    | 2          |
| 5 | Bermuda   | 0–3 | 1–2 |     | 3–0 | 1–2    | 4–5       | 8-11    | 3          |
| 7 | Panama    | 0–3 | 0–3 | 0–3 |     | 0–3    | 0–9       | 1–18    | 4          |

#### Gruppo B
|   |                 | PAR | CRC | DOM | BAH | HON | RR V-P | Match V-P | Set V-P | Classifica |
| 4 | Paraguay        |     | 3–0 | 2–1 | 3–0 | 3–0 | 4–0    | 11–1      | 21–4    | 1          |
| 6 | Costa Rica      | 0–3 |     | 2–1 | 3–0 | 2–1 | 3–1    | 7–5       | 16–11   | 2          |
| 2 | Rep. Dominicana | 1–2 | 1–2 |     | 2–1 | 2–1 | 2–2    | 6–6       | 13–12   | 3          |
| 8 | Bahamas         | 0–3 | 0–3 | 1–2 |     | 3–0 | 1–3    | 4–8       | 10–17   | 4          |
| 9 | Honduras        | 0–3 | 1–2 | 1–2 | 0–3 |     | 0–4    | 2–10      | 5–21    | 5          |

### Play-off
|                        | Squadra 1  | Punteggio | Squadra 2       |
| ---------------------- | ---------- | --------- | --------------- |
| Play-off               | Bolivia    | 1-2       | Paraguay        |
| Play-off promozione    | Costa Rica | 2-0       | Venezuela       |
| 5º - 6º posto          | Bermuda    | 2-1       | Rep. Dominicana |
| Play-off retrocessione | Panama     | 0-2       | Bahamas         |

### Classifica finale
| Pos | Squadra         |
| --- | --------------- |
| 1.  | Paraguay        |
| 2.  | Bolivia         |
| 3.  | Costa Rica      |
| 4.  | Venezuela       |
| 5.  | Bermuda         |
| 6.  | Rep. Dominicana |
| 7.  | Bahamas         |
| 8.  | Panama          |
| 9.  | Honduras        |

- Paraguay,  Bolivia e  Costa Rica qualificate per i play-off del Gruppo Mondiale II.
- Panama e  Honduras retrocesse al Gruppo IV Zona America.

## Round Robin

### Gruppo A

#### Bolivia vs. Bermuda
| Paraguay 2 | Club Internacional de Tenis, Asunción, Paraguay 20 giugno 2023 Terra rossa | Club Internacional de Tenis, Asunción, Paraguay 20 giugno 2023 Terra rossa   | Venezuela 1 |     |     |  |
| \| \| \| \| 1 \| 2 \| 3 \| \| \| - \| \| ---------------------------------------------------------------------------- \| --- \| --- \| --- \| \| \| 1 \| \| Raúl García Richard Mallory \| 6 3 \| 6 3 \| \| \| \| 2 \| \| Juan Carlos Prado Ángelo Daniel Phillips \| 3 6 \| 6 2 \| 6 1 \| \| \| 3 \| \| Agustin Eduardo Cuellar Lorberg / Raúl García James Finnigan / Gavin Manders \| 6 2 \| 6 1 \| \| \| |                                                                            |                                                                              |             |     |     |  |
| |                                                                            |                                                                              | 1           | 2   | 3   |  |
| 1 | Paraguay (bandiera) · Venezuela (bandiera)                                 | Raúl García Richard Mallory                                                  | 6 3         | 6 3 |     |  |
| 2 | Paraguay (bandiera) · Venezuela (bandiera)                                 | Juan Carlos Prado Ángelo Daniel Phillips                                     | 3 6         | 6 2 | 6 1 |  |
| 3 | Paraguay (bandiera) · Venezuela (bandiera)                                 | Agustin Eduardo Cuellar Lorberg / Raúl García James Finnigan / Gavin Manders | 6 2         | 6 1 |     |  |

#### Venezuela vs. Panama
| Venezuela 3 | Club Internacional de Tenis, Asunción, Paraguay 20 giugno 2023 Terra rossa | Club Internacional de Tenis, Asunción, Paraguay 20 giugno 2023 Terra rossa | Panama 0 |     |     |  |
| \| \| \| \| 1 \| 2 \| 3 \| \| \| - \| \| ------------------------------------------------------------------ \| --- \| --- \| --- \| \| \| 1 \| \| Rafael Abdul Salam Luis Gómez \| 6 3 \| 6 2 \| \| \| \| 2 \| \| Ricardo Rodríguez-Pace Guillermo David Rodriguez Pinilla \| 6 0 \| 6 1 \| \| \| \| 3 \| \| Juan Jose Bianchi / Ricardo Rodríguez-Pace Luis Ching / Luis Gómez \| 1 6 \| 6 3 \| 6 2 \| \| |                                                                            |                                                                            |          |     |     |  |
| |                                                                            |                                                                            | 1        | 2   | 3   |  |
| 1 | Venezuela (bandiera) · Panama (bandiera)                                   | Rafael Abdul Salam Luis Gómez                                              | 6 3      | 6 2 |     |  |
| 2 | Venezuela (bandiera) · Panama (bandiera)                                   | Ricardo Rodríguez-Pace Guillermo David Rodriguez Pinilla                   | 6 0      | 6 1 |     |  |
| 3 | Venezuela (bandiera) · Panama (bandiera)                                   | Juan Jose Bianchi / Ricardo Rodríguez-Pace Luis Ching / Luis Gómez         | 1 6      | 6 3 | 6 2 |  |

#### Bolivia vs. Panama
| Bolivia 3 | Club Internacional de Tenis, Asunción, Paraguay 21 giugno 2023 Terra rossa | Club Internacional de Tenis, Asunción, Paraguay 21 giugno 2023 Terra rossa        | Panama 0 |     |   |  |
| \| \| \| \| 1 \| 2 \| 3 \| \| \| - \| \| --------------------------------------------------------------------------------- \| --- \| --- \| - \| \| \| 1 \| \| Raúl García Luis Ching \| 6 1 \| 6 0 \| \| \| \| 2 \| \| Juan Carlos Prado Ángelo Luis Gómez \| 6 0 \| 6 0 \| \| \| \| 3 \| \| Juan Carlos Prado Ángelo / Ernesto Requena Leigue Luis Gómez / Giuseppe Guarnieri \| 6 3 \| 6 1 \| \| \| |                                                                            |                                                                                   |          |     |   |  |
| |                                                                            |                                                                                   | 1        | 2   | 3 |  |
| 1 | Bolivia (bandiera) · Panama (bandiera)                                     | Raúl García Luis Ching                                                            | 6 1      | 6 0 |   |  |
| 2 | Bolivia (bandiera) · Panama (bandiera)                                     | Juan Carlos Prado Ángelo Luis Gómez                                               | 6 0      | 6 0 |   |  |
| 3 | Bolivia (bandiera) · Panama (bandiera)                                     | Juan Carlos Prado Ángelo / Ernesto Requena Leigue Luis Gómez / Giuseppe Guarnieri | 6 3      | 6 1 |   |  |

#### Venezuela vs. Bermuda
| Venezuela 2 | Club Internacional de Tenis, Asunción, Paraguay 21 giugno 2023 Terra rossa | Club Internacional de Tenis, Asunción, Paraguay 21 giugno 2023 Terra rossa | Bermuda 1 |     |     |        |
| \| \| \| \| 1 \| 2 \| 3 \| \| \| - \| \| ------------------------------------------------------------------------- \| ---- \| --- \| --- \| ------ \| \| 1 \| \| Rafael Abdul Salam Richard Mallory \| 7 65 \| 6 4 \| \| \| \| 2 \| \| Ricardo Rodríguez-Pace Daniel Phillips \| 6 0 \| 6 7 \| 6 3 \| \| \| 3 \| \| Juan Jose Bianchi / Ricardo Rodríguez-Pace James Finnigan / Gavin Manders \| 6 4 \| \| \| ritiro \| |                                                                            |                                                                            |           |     |     |        |
| |                                                                            |                                                                            | 1         | 2   | 3   |        |
| 1 | Venezuela (bandiera) · Bermuda (bandiera)                                  | Rafael Abdul Salam Richard Mallory                                         | 7 65      | 6 4 |     |        |
| 2 | Venezuela (bandiera) · Bermuda (bandiera)                                  | Ricardo Rodríguez-Pace Daniel Phillips                                     | 6 0       | 6 7 | 6 3 |        |
| 3 | Venezuela (bandiera) · Bermuda (bandiera)                                  | Juan Jose Bianchi / Ricardo Rodríguez-Pace James Finnigan / Gavin Manders  | 6 4       |     |     | ritiro |

#### Bolivia vs. Venezuela
| Bolivia 3 | Club Internacional de Tenis, Asunción, Paraguay 23 giugno 2023 Terra rossa | Club Internacional de Tenis, Asunción, Paraguay 23 giugno 2023 Terra rossa                      | Venezuela 0 |      |   |        |
| \| \| \| \| 1 \| 2 \| 3 \| \| \| - \| \| ----------------------------------------------------------------------------------------------- \| --- \| ---- \| - \| ------ \| \| 1 \| \| Raúl García Rafael Abdul Salam \| 6 0 \| 6 1 \| \| \| \| 2 \| \| Juan Carlos Prado Ángelo Ricardo Rodríguez-Pace \| 6 3 \| 7 65 \| \| \| \| 3 \| \| Agustin Eduardo Cuellar Lorberg / Ernesto Requena Leigue Rafael Abdul Salam / Juan Jose Bianchi \| 3 6 \| \| \| ritiro \| |                                                                            |                                                                                                 |             |      |   |        |
| |                                                                            |                                                                                                 | 1           | 2    | 3 |        |
| 1 | Bolivia (bandiera) · Venezuela (bandiera)                                  | Raúl García Rafael Abdul Salam                                                                  | 6 0         | 6 1  |   |        |
| 2 | Bolivia (bandiera) · Venezuela (bandiera)                                  | Juan Carlos Prado Ángelo Ricardo Rodríguez-Pace                                                 | 6 3         | 7 65 |   |        |
| 3 | Bolivia (bandiera) · Venezuela (bandiera)                                  | Agustin Eduardo Cuellar Lorberg / Ernesto Requena Leigue Rafael Abdul Salam / Juan Jose Bianchi | 3 6         |      |   | ritiro |

#### Bermuda vs. Panama
| Bermuda 3 | Club Internacional de Tenis, Asunción, Paraguay 23 giugno 2023 Terra rossa | Club Internacional de Tenis, Asunción, Paraguay 23 giugno 2023 Terra rossa     | Panama 0 |     |   |  |
| \| \| \| \| 1 \| 2 \| 3 \| \| \| - \| \| ------------------------------------------------------------------------------ \| --- \| --- \| - \| \| \| 1 \| \| Richard Mallory Luis Ching \| 6 3 \| 6 0 \| \| \| \| 2 \| \| Daniel Phillips Luis Gómez \| 6 2 \| 6 1 \| \| \| \| 3 \| \| James Finnigan / Gavin Manders Guillermo David Rodriguez Pinilla / Chad Valdes \| 6 4 \| 6 4 \| \| \| |                                                                            |                                                                                |          |     |   |  |
| |                                                                            |                                                                                | 1        | 2   | 3 |  |
| 1 | Bermuda (bandiera) · Panama (bandiera)                                     | Richard Mallory Luis Ching                                                     | 6 3      | 6 0 |   |  |
| 2 | Bermuda (bandiera) · Panama (bandiera)                                     | Daniel Phillips Luis Gómez                                                     | 6 2      | 6 1 |   |  |
| 3 | Bermuda (bandiera) · Panama (bandiera)                                     | James Finnigan / Gavin Manders Guillermo David Rodriguez Pinilla / Chad Valdes | 6 4      | 6 4 |   |  |

### Gruppo B

#### Repubblica Dominicana vs. Bahamas
| Rep. Dominicana 2 | Club Internacional de Tenis, Asunción, Paraguay 19 giugno 2023 Terra rossa | Club Internacional de Tenis, Asunción, Paraguay 19 giugno 2023 Terra rossa | Bahamas 1 |     |   |  |
| \| \| \| \| 1 \| 2 \| 3 \| \| \| - \| \| --------------------------------------------------------------- \| --- \| --- \| - \| \| \| 1 \| \| Alejandro Jose Gandini Denali Nottage \| 6 2 \| 6 4 \| \| \| \| 2 \| \| Peter Bertran Kevin Major \| 6 4 \| 6 3 \| \| \| \| 3 \| \| Enmanuel Munoz / Alberto Puello Donte Armbrister / Marvin Rolle \| 6 7 \| 2 6 \| \| \| |                                                                            |                                                                            |           |     |   |  |
| |                                                                            |                                                                            | 1         | 2   | 3 |  |
| 1 | Rep. Dominicana (bandiera) · Bahamas (bandiera)                            | Alejandro Jose Gandini Denali Nottage                                      | 6 2       | 6 4 |   |  |
| 2 | Rep. Dominicana (bandiera) · Bahamas (bandiera)                            | Peter Bertran Kevin Major                                                  | 6 4       | 6 3 |   |  |
| 3 | Rep. Dominicana (bandiera) · Bahamas (bandiera)                            | Enmanuel Munoz / Alberto Puello Donte Armbrister / Marvin Rolle            | 6 7       | 2 6 |   |  |

#### Paraguay vs. Costa Rica
| Paraguay 3 | Club Internacional de Tenis, Asunción, Paraguay 19 giugno 2023 Terra rossa | Club Internacional de Tenis, Asunción, Paraguay 19 giugno 2023 Terra rossa    | Costa Rica 0 |      |     |  |
| \| \| \| \| 1 \| 2 \| 3 \| \| \| - \| \| ----------------------------------------------------------------------------- \| --- \| ---- \| --- \| \| \| 1 \| \| Martin Antonio Vergara del Puerto Rodrigo Crespo Piedra \| 3 6 \| 7 62 \| 6 3 \| \| \| 2 \| \| Daniel Vallejo Jesse Flores \| 6 4 \| 6 2 \| \| \| \| 3 \| \| Daniel Vallejo / Martin Antonio Vergara del Puerto Jesse Flores / Pablo Nunez \| 6 1 \| 7 64 \| \| \| |                                                                            |                                                                               |              |      |     |  |
| |                                                                            |                                                                               | 1            | 2    | 3   |  |
| 1 | Paraguay (bandiera) · Costa Rica (bandiera)                                | Martin Antonio Vergara del Puerto Rodrigo Crespo Piedra                       | 3 6          | 7 62 | 6 3 |  |
| 2 | Paraguay (bandiera) · Costa Rica (bandiera)                                | Daniel Vallejo Jesse Flores                                                   | 6 4          | 6 2  |     |  |
| 3 | Paraguay (bandiera) · Costa Rica (bandiera)                                | Daniel Vallejo / Martin Antonio Vergara del Puerto Jesse Flores / Pablo Nunez | 6 1          | 7 64 |     |  |

#### Repubblica Dominicana vs. Honduras
| Rep. Dominicana 2 | Club Internacional de Tenis, Asunción, Paraguay 20 giugno 2023 Terra rossa | Club Internacional de Tenis, Asunción, Paraguay 20 giugno 2023 Terra rossa | Honduras 1 |      |     |  |
| \| \| \| \| 1 \| 2 \| 3 \| \| \| - \| \| ---------------------------------------------------------------------- \| --- \| ---- \| --- \| \| \| 1 \| \| Alejandro Jose Gandini Keny Turcios \| 2 6 \| 6 3 \| 4 6 \| \| \| 2 \| \| Peter Bertran Alejandro Obando \| 6 0 \| 6 2 \| \| \| \| 3 \| \| Peter Bertran / Alejandro Jose Gandini Alejandro Obando / Keny Turcios \| 6 0 \| 7 62 \| \| \| |                                                                            |                                                                            |            |      |     |  |
| |                                                                            |                                                                            | 1          | 2    | 3   |  |
| 1 | Rep. Dominicana (bandiera) · Honduras (bandiera)                           | Alejandro Jose Gandini Keny Turcios                                        | 2 6        | 6 3  | 4 6 |  |
| 2 | Rep. Dominicana (bandiera) · Honduras (bandiera)                           | Peter Bertran Alejandro Obando                                             | 6 0        | 6 2  |     |  |
| 3 | Rep. Dominicana (bandiera) · Honduras (bandiera)                           | Peter Bertran / Alejandro Jose Gandini Alejandro Obando / Keny Turcios     | 6 0        | 7 62 |     |  |

#### Paraguay vs. Bahamas
| Paraguay 3 | Club Internacional de Tenis, Asunción, Paraguay 20 giugno 2023 Terra rossa | Club Internacional de Tenis, Asunción, Paraguay 20 giugno 2023 Terra rossa         | Bahamas 0 |     |     |  |
| \| \| \| \| 1 \| 2 \| 3 \| \| \| - \| \| ---------------------------------------------------------------------------------- \| --- \| --- \| --- \| \| \| 1 \| \| Martin Antonio Vergara del Puerto Denali Nottage \| 6 3 \| 5 7 \| 6 2 \| \| \| 2 \| \| Daniel Vallejo Kevin Major \| 6 4 \| 6 4 \| \| \| \| 3 \| \| Daniel Vallejo / Martin Antonio Vergara del Puerto Donte Armbrister / Marvin Rolle \| 6 4 \| 6 2 \| \| \| |                                                                            |                                                                                    |           |     |     |  |
| |                                                                            |                                                                                    | 1         | 2   | 3   |  |
| 1 | Paraguay (bandiera) · Bahamas (bandiera)                                   | Martin Antonio Vergara del Puerto Denali Nottage                                   | 6 3       | 5 7 | 6 2 |  |
| 2 | Paraguay (bandiera) · Bahamas (bandiera)                                   | Daniel Vallejo Kevin Major                                                         | 6 4       | 6 4 |     |  |
| 3 | Paraguay (bandiera) · Bahamas (bandiera)                                   | Daniel Vallejo / Martin Antonio Vergara del Puerto Donte Armbrister / Marvin Rolle | 6 4       | 6 2 |     |  |

#### Paraguay vs. Honduras
| Paraguay 3 | Club Internacional de Tenis, Asunción, Paraguay 21 giugno 2023 Terra rossa | Club Internacional de Tenis, Asunción, Paraguay 21 giugno 2023 Terra rossa                     | Honduras 0 |     |   |        |
| \| \| \| \| 1 \| 2 \| 3 \| \| \| - \| \| ---------------------------------------------------------------------------------------------- \| --- \| --- \| - \| ------ \| \| 1 \| \| Martin Antonio Vergara del Puerto Keny Turcios \| 6 2 \| \| \| ritiro \| \| 2 \| \| Daniel Vallejo Alejandro Obando \| 6 1 \| 6 3 \| \| \| \| 3 \| \| Thiago Drozdowski / Hernando Jose Escurra Isnardi Guillermo Alfonso Bennaton / Mario Richmagui \| 6 2 \| 6 1 \| \| \| |                                                                            |                                                                                                |            |     |   |        |
| |                                                                            |                                                                                                | 1          | 2   | 3 |        |
| 1 | Paraguay (bandiera) · Honduras (bandiera)                                  | Martin Antonio Vergara del Puerto Keny Turcios                                                 | 6 2        |     |   | ritiro |
| 2 | Paraguay (bandiera) · Honduras (bandiera)                                  | Daniel Vallejo Alejandro Obando                                                                | 6 1        | 6 3 |   |        |
| 3 | Paraguay (bandiera) · Honduras (bandiera)                                  | Thiago Drozdowski / Hernando Jose Escurra Isnardi Guillermo Alfonso Bennaton / Mario Richmagui | 6 2        | 6 1 |   |        |

#### Costa Rica vs. Bahamas
| Costa Rica 3 | Club Internacional de Tenis, Asunción, Paraguay 21 giugno 2023 Terra rossa | Club Internacional de Tenis, Asunción, Paraguay 21 giugno 2023 Terra rossa | Bahamas 0 |      |     |  |
| \| \| \| \| 1 \| 2 \| 3 \| \| \| - \| \| ----------------------------------------------------------- \| ---- \| ---- \| --- \| \| \| 1 \| \| Rodrigo Crespo Piedra Denali Nottage \| 6 4 \| 6 2 \| \| \| \| 2 \| \| Jesse Flores Kevin Major \| 65 7 \| 7 68 \| 6 0 \| \| \| 3 \| \| Luca Lo Nardo / Pablo Nunez Donte Armbrister / Marvin Rolle \| 6 2 \| 6 2 \| \| \| |                                                                            |                                                                            |           |      |     |  |
| |                                                                            |                                                                            | 1         | 2    | 3   |  |
| 1 | Costa Rica (bandiera) · Bahamas (bandiera)                                 | Rodrigo Crespo Piedra Denali Nottage                                       | 6 4       | 6 2  |     |  |
| 2 | Costa Rica (bandiera) · Bahamas (bandiera)                                 | Jesse Flores Kevin Major                                                   | 65 7      | 7 68 | 6 0 |  |
| 3 | Costa Rica (bandiera) · Bahamas (bandiera)                                 | Luca Lo Nardo / Pablo Nunez Donte Armbrister / Marvin Rolle                | 6 2       | 6 2  |     |  |

#### Repubblica Dominicana vs. Costa Rica
| Rep. Dominicana 1 | Club Internacional de Tenis, Asunción, Paraguay 22 giugno 2023 Terra rossa | Club Internacional de Tenis, Asunción, Paraguay 22 giugno 2023 Terra rossa | Costa Rica 2 |     |   |  |
| \| \| \| \| 1 \| 2 \| 3 \| \| \| - \| \| ------------------------------------------------------------------ \| --- \| --- \| - \| \| \| 1 \| \| Alejandro Jose Gandini Rodrigo Crespo Piedra \| 3 6 \| 5 7 \| \| \| \| 2 \| \| Peter Bertran Jesse Flores \| 5 7 \| 3 6 \| \| \| \| 3 \| \| Peter Bertran / Alejandro Jose Gandini Luca Lo Nardo / Pablo Nunez \| 6 0 \| 6 4 \| \| \| |                                                                            |                                                                            |              |     |   |  |
| |                                                                            |                                                                            | 1            | 2   | 3 |  |
| 1 | Rep. Dominicana (bandiera) · Costa Rica (bandiera)                         | Alejandro Jose Gandini Rodrigo Crespo Piedra                               | 3 6          | 5 7 |   |  |
| 2 | Rep. Dominicana (bandiera) · Costa Rica (bandiera)                         | Peter Bertran Jesse Flores                                                 | 5 7          | 3 6 |   |  |
| 3 | Rep. Dominicana (bandiera) · Costa Rica (bandiera)                         | Peter Bertran / Alejandro Jose Gandini Luca Lo Nardo / Pablo Nunez         | 6 0          | 6 4 |   |  |

#### Bahamas vs. Honduras
| Bahamas 3 | Club Internacional de Tenis, Asunción, Paraguay 22 giugno 2023 Terra rossa | Club Internacional de Tenis, Asunción, Paraguay 22 giugno 2023 Terra rossa | Honduras 0 |     |     |  |
| \| \| \| \| 1 \| 2 \| 3 \| \| \| - \| \| ------------------------------------------------------------------ \| ---- \| --- \| --- \| \| \| 1 \| \| Denali Nottage Guillermo Alfonso Bennaton \| 4 6 \| 6 3 \| 6 3 \| \| \| 2 \| \| Kevin Major Alejandro Obando \| 6 2 \| 6 0 \| \| \| \| 3 \| \| Donte Armbrister / Marvin Rolle Alejandro Obando / Mario Richmagui \| 7 63 \| 6 4 \| \| \| |                                                                            |                                                                            |            |     |     |  |
| |                                                                            |                                                                            | 1          | 2   | 3   |  |
| 1 | Bahamas (bandiera) · Honduras (bandiera)                                   | Denali Nottage Guillermo Alfonso Bennaton                                  | 4 6        | 6 3 | 6 3 |  |
| 2 | Bahamas (bandiera) · Honduras (bandiera)                                   | Kevin Major Alejandro Obando                                               | 6 2        | 6 0 |     |  |
| 3 | Bahamas (bandiera) · Honduras (bandiera)                                   | Donte Armbrister / Marvin Rolle Alejandro Obando / Mario Richmagui         | 7 63       | 6 4 |     |  |

#### Repubblica Dominicana vs. Paraguay
| Rep. Dominicana 1 | Club Internacional de Tenis, Asunción, Paraguay 23 giugno 2023 Terra rossa | Club Internacional de Tenis, Asunción, Paraguay 23 giugno 2023 Terra rossa               | Paraguay 2 |     |   |  |
| \| \| \| \| 1 \| 2 \| 3 \| \| \| - \| \| ---------------------------------------------------------------------------------------- \| --- \| --- \| - \| \| \| 1 \| \| Alejandro Jose Gandini Martin Antonio Vergara del Puerto \| 3 6 \| 0 6 \| \| \| \| 2 \| \| Peter Bertran Daniel Vallejo \| 2 6 \| 2 6 \| \| \| \| 3 \| \| Peter Bertran / Alejandro Jose Gandini Thiago Drozdowski / Hernando Jose Escurra Isnardi \| 6 4 \| 6 2 \| \| \| |                                                                            |                                                                                          |            |     |   |  |
| |                                                                            |                                                                                          | 1          | 2   | 3 |  |
| 1 | Rep. Dominicana (bandiera) · Paraguay (bandiera)                           | Alejandro Jose Gandini Martin Antonio Vergara del Puerto                                 | 3 6        | 0 6 |   |  |
| 2 | Rep. Dominicana (bandiera) · Paraguay (bandiera)                           | Peter Bertran Daniel Vallejo                                                             | 2 6        | 2 6 |   |  |
| 3 | Rep. Dominicana (bandiera) · Paraguay (bandiera)                           | Peter Bertran / Alejandro Jose Gandini Thiago Drozdowski / Hernando Jose Escurra Isnardi | 6 4        | 6 2 |   |  |

#### Costa Rica vs. Honduras
| Costa Rica 2 | Club Internacional de Tenis, Asunción, Paraguay 23 giugno 2023 Terra rossa | Club Internacional de Tenis, Asunción, Paraguay 23 giugno 2023 Terra rossa | Honduras 1 |     |     |  |
| \| \| \| \| 1 \| 2 \| 3 \| \| \| - \| \| ------------------------------------------------------------------------- \| --- \| --- \| --- \| \| \| 1 \| \| Rodrigo Crespo Piedra Mario Richmagui \| 6 2 \| 6 2 \| \| \| \| 2 \| \| Jesse Flores Alejandro Obando \| 6 2 \| 6 2 \| \| \| \| 3 \| \| Luca Lo Nardo / Pablo Nunez Guillermo Alfonso Bennaton / Alejandro Obando \| 6 1 \| 5 7 \| 3 6 \| \| |                                                                            |                                                                            |            |     |     |  |
| |                                                                            |                                                                            | 1          | 2   | 3   |  |
| 1 | Costa Rica (bandiera) · Honduras (bandiera)                                | Rodrigo Crespo Piedra Mario Richmagui                                      | 6 2        | 6 2 |     |  |
| 2 | Costa Rica (bandiera) · Honduras (bandiera)                                | Jesse Flores Alejandro Obando                                              | 6 2        | 6 2 |     |  |
| 3 | Costa Rica (bandiera) · Honduras (bandiera)                                | Luca Lo Nardo / Pablo Nunez Guillermo Alfonso Bennaton / Alejandro Obando  | 6 1        | 5 7 | 3 6 |  |

## Play-off

### Play-off

#### Bolivia vs. Paraguay
| Bolivia 1 | Club Internacional de Tenis, Asunción, Paraguay 24 giugno 2023 Terra rossa | Club Internacional de Tenis, Asunción, Paraguay 24 giugno 2023 Terra rossa                | Paraguay 2 |      |     |        |
| \| \| \| \| 1 \| 2 \| 3 \| \| \| - \| \| ----------------------------------------------------------------------------------------- \| ---- \| ---- \| --- \| ------ \| \| 1 \| \| Raúl García Martin Antonio Vergara del Puerto \| 7 67 \| 3 6 \| 6 3 \| \| \| 2 \| \| Juan Carlos Prado Ángelo Daniel Vallejo \| 65 7 \| 64 7 \| \| \| \| 3 \| \| Raúl García / Juan Carlos Prado Ángelo Daniel Vallejo / Martin Antonio Vergara del Puerto \| 1 6 \| \| \| ritiro \| |                                                                            |                                                                                           |            |      |     |        |
| |                                                                            |                                                                                           | 1          | 2    | 3   |        |
| 1 | Bolivia (bandiera) · Paraguay (bandiera)                                   | Raúl García Martin Antonio Vergara del Puerto                                             | 7 67       | 3 6  | 6 3 |        |
| 2 | Bolivia (bandiera) · Paraguay (bandiera)                                   | Juan Carlos Prado Ángelo Daniel Vallejo                                                   | 65 7       | 64 7 |     |        |
| 3 | Bolivia (bandiera) · Paraguay (bandiera)                                   | Raúl García / Juan Carlos Prado Ángelo Daniel Vallejo / Martin Antonio Vergara del Puerto | 1 6        |      |     | ritiro |

### Play-off promozione

#### Costa Rica vs. Venezuela
| Costa Rica 2 | Club Internacional de Tenis, Asunción, Paraguay 24 giugno 2023 Terra rossa | Club Internacional de Tenis, Asunción, Paraguay 24 giugno 2023 Terra rossa | Venezuela 0 |     |   |             |
| \| \| \| \| 1 \| 2 \| 3 \| \| \| - \| \| --------------------------------------------------------------------- \| --- \| --- \| - \| ----------- \| \| 1 \| \| Rodrigo Crespo Piedra Rafael Abdul Salam \| 6 1 \| 6 2 \| \| \| \| 2 \| \| Jesse Flores Ricardo Rodríguez-Pace \| 6 2 \| 7 5 \| \| \| \| 3 \| \| Jesse Flores / Pablo Nunez Juan Jose Bianchi / Ricardo Rodríguez-Pace \| \| \| \| non giocato \| |                                                                            |                                                                            |             |     |   |             |
| |                                                                            |                                                                            | 1           | 2   | 3 |             |
| 1 | Costa Rica (bandiera) · Venezuela (bandiera)                               | Rodrigo Crespo Piedra Rafael Abdul Salam                                   | 6 1         | 6 2 |   |             |
| 2 | Costa Rica (bandiera) · Venezuela (bandiera)                               | Jesse Flores Ricardo Rodríguez-Pace                                        | 6 2         | 7 5 |   |             |
| 3 | Costa Rica (bandiera) · Venezuela (bandiera)                               | Jesse Flores / Pablo Nunez Juan Jose Bianchi / Ricardo Rodríguez-Pace      |             |     |   | non giocato |

### 5º-6º posto

#### Bermuda vs. Repubblica Dominicana
| Bermuda 2 | Club Internacional de Tenis, Asunción, Paraguay 24 giugno 2023 Terra rossa | Club Internacional de Tenis, Asunción, Paraguay 24 giugno 2023 Terra rossa | Rep. Dominicana 1 |     |     |  |
| \| \| \| \| 1 \| 2 \| 3 \| \| \| - \| \| ---------------------------------------------------------------- \| ---- \| --- \| --- \| \| \| 1 \| \| Richard Mallory Alberto Puello \| 6 1 \| 7 5 \| \| \| \| 2 \| \| Daniel Phillips Peter Bertran \| 2 6 \| 1 6 \| \| \| \| 3 \| \| Richard Mallory / Daniel Phillips Peter Bertran / Enmanuel Munoz \| 7 64 \| 4 6 \| 6 3 \| \| |                                                                            |                                                                            |                   |     |     |  |
| |                                                                            |                                                                            | 1                 | 2   | 3   |  |
| 1 | Bermuda (bandiera) · Rep. Dominicana (bandiera)                            | Richard Mallory Alberto Puello                                             | 6 1               | 7 5 |     |  |
| 2 | Bermuda (bandiera) · Rep. Dominicana (bandiera)                            | Daniel Phillips Peter Bertran                                              | 2 6               | 1 6 |     |  |
| 3 | Bermuda (bandiera) · Rep. Dominicana (bandiera)                            | Richard Mallory / Daniel Phillips Peter Bertran / Enmanuel Munoz           | 7 64              | 4 6 | 6 3 |  |

### Play-off retrocessione

#### Panama vs. Bahamas
| Panama 0 | Club Internacional de Tenis, Asunción, Paraguay 24 giugno 2023 Terra rossa | Club Internacional de Tenis, Asunción, Paraguay 24 giugno 2023 Terra rossa | Bahamas 2 |     |   |             |
| \| \| \| \| 1 \| 2 \| 3 \| \| \| - \| \| -------------------------------------------------------- \| --- \| --- \| - \| ----------- \| \| 1 \| \| Luis Ching Denali Nottage \| 1 6 \| 3 6 \| \| \| \| 2 \| \| Luis Gómez Kevin Major \| 3 6 \| 4 6 \| \| \| \| 3 \| \| Luis Ching / Chad Valdes Donte Armbrister / Marvin Rolle \| \| \| \| non giocato \| |                                                                            |                                                                            |           |     |   |             |
| |                                                                            |                                                                            | 1         | 2   | 3 |             |
| 1 | Panama (bandiera) · Bahamas (bandiera)                                     | Luis Ching Denali Nottage                                                  | 1 6       | 3 6 |   |             |
| 2 | Panama (bandiera) · Bahamas (bandiera)                                     | Luis Gómez Kevin Major                                                     | 3 6       | 4 6 |   |             |
| 3 | Panama (bandiera) · Bahamas (bandiera)                                     | Luis Ching / Chad Valdes Donte Armbrister / Marvin Rolle                   |           |     |   | non giocato |